# Помпеи
Помпеите (на латински: Pompeii) са фамилия от плебейския gens Pompeia, която играе значителна роля в историята на късната римска Република. Мъжете имат името Помпей (Pompeius), a жените Помпея (Pompeia).
Фамилията произлиза от Пиценум, северноизточно от Рим и се появява късно в римската политика. Най-важен представител на фамилията e Гней Помпей Магнус, който образува първия триумвират с Гай Юлий Цезар и Марк Лициний Крас.

## Представители на фамилията
- Квинт Помпей, консул 141 пр.н.e.
  - Секст Помпей, магистър на Монетния двор 137 пр.н.e.
  - Квинт Помпей, народен трибун 130 пр.н.е., опонент на Тиберий Гракх
- Секст Помпей, 118 пр.н.e., управител на Македония
  - Гней Помпей Страбон (†87 пр.н.е.), управител на Македония, консул 89 пр.н.е.
    - Гней Помпей Магнус (Помпей Велики, 106–48 пр.н.e.), триумвир с Юлий Цезар и Крас
      - Гней Помпей Младши, (78–45 пр.н.е.)
      - Помпея, съпруга наФауст Корнелий Сула
      - Секст Помпей (68–35 пр.н.e.), генерал, противник на втория триумвират

  - Секст Помпей, 2-1 век пр.н.е., брат на Гней Помпей Страбон и чичо на Помпей Велики
    - Секст Помпей Вирдокт
      - Секст Помпей, приятел на Цицерон, баща на суфектконсула от 31 пр.н.е.
        - Секст Помпей (консул 35 пр.н.е.), втори братовчед по баща на Секст Помпей
          - Секст Помпей (консул 14 г.)

        - Гней Помпей (консул 31 пр.н.е.), суфектконсул 31 пр.н.е.
          - Гней Помпей, авгур
- Квинт Помпей Руф (консул 88 пр.н.е.)
  - Квинт Помпей Руф (+ 88 пр.н.е.), съпруг на Корнелия Сула
    - Квинт Помпей Руф (народен трибун 52 пр.н.е.)
    - Помпея, втората съпруга на Юлий Цезар
- Квинт Помпей Руф (претор 63 пр.н.е.), управител на Африка до 59 пр.н.е.
- Гней Помпей Трог, римски историк 1 век пр.н.е.
- Гней Помпей Магн, градски префект 42 г., съпруг на Клавдия Антония, зет на Клавдий
- Марк Помпей Приск, сенатор, баща на суфектконсула от 45 г.
  - Марк Помпей Силван Стаберий Флавиан, суфектконсул 45, 74 и 83 г.
- Публий Помпей, баща на консула от 49 г.
  - Гай Помпей Лонг Гал, консул 49 г.
- Луций Помпей Вописк, суфектконсул 69 г.; осиновява суфектконсула от 77 г.
  - Квинт Помпей Вописк Гай Арунций Кателий Целер, суфектконсул 77 г., осиновен от суфектконсула от 69 г.
    - Квинт Помпей Вописк Гай Арунций Кателий Целер Алий Сабин, суфектконсул с Адриан и Антонин Пий
- Помпей Павлин, управител на Долна Германия 1 век, баща на Помпея Павлина
- Гней Помпей Колега, суфектконсул 71 г.
- Квинт Помпей Трион, суфектконсул 80 г.
- Гней Помпей Лонгин, суфектконсул 90 г., легат на провинция Долна Мизия (93/94-96/97)
- Гней Помпей Катулин, суфектконсул 90 г.
- Секст Помпей Колега, консул 93 г.
- Гней Помпей Ферокс Лициниан, суфектконсул 98 г.
- Сервий Корнелий Долабела Метилиан Помпей Марцел, суфектконсул 113 г.
- Марк Помпей Макрин Неот Теофан, суфектконсул 115 г., баща на консула от 164 г.
  - Марк Помпей Макрин, консул 164 г.
- А. Помпей Вописк, управител на провинция Тракия 153 – 154 г.
- Квинт Помпей Фалкон, суфектконсул 108 г., управител на Долна Мизия 117 г., на Британия 122 г.
  - Квинт Помпей Созий Приск, консул 149 г.
    - Квинт Помпей Сенецио Созий Приск, консул 169 г., съпруг на Цейония Фабия
      - Квинт Помпей Созий Фалкон, консул 193 г., съпруг на Сулпиция Агрипина
        - Квинт Помпей Фалкон Созий Приск, квестор; син на консула от 193 г.
- Секст Помпей Фест, лексикограф и граматик 2 век.

## Жени
- Помпея, дъщеря на Квинт Помпей, консул 141 пр.н.е., която се омъжва за Гай Сициний
- Помпея (сестра на Помпей Страбон), сестра на Гней Помпей Страбон, бащата на Помпей Велики
- Помпея (сестра на Помпей), дъщеря на Гней Помпей Страбон, сестра на Помпей Велики
- Помпея, съпруга на Публий Вациний, трибун през 59 пр.н.е.
- Помпея (съпруга на Юлий Цезар), втората съпруга на Юлий Цезар
- Помпея (дъщеря на Помпей Велики) (Помпея Магна), дъщеря на Помпей Велики и Муция Терция
- Помпея (дъщеря на Секст Помпей), дъщеря на бунтовник Секст Помпей и Скрибония
- Корнелия Помпея, дъщеря на Луций Корнелий Цина и Помпея (дъщерята на Помпей Велики и Муция Терция)
- Помпея Макрина, жена по време на император Тиберий през 33 г.
- Помпея Павлина, съпруга на Сенека Млади
- Помпея Плотина Клаудия Фоебе Пизон, съпруга на император Траян
- Помпея Макрина, една от тъщите на римския историк и сенатор Плиний Млади
- Помпея Триария, дъщеря на Авъл Юний Руфин, съпруга на Гай Еруций Клар